# Distretto di Quetta
Il distretto di Quetta è un distretto del Belucistan, in Pakistan, che ha come capoluogo Quetta. Nel 1998 possedeva una popolazione di 759.941 abitanti.